# Boeto di Calcedonia
Boeto (Βόηθος; fl. II secolo a.C.) è stato uno scultore greco antico del periodo ellenistico.
Fu l'autore del gruppo bronzeo Fanciullo  che strozza l'oca, di cui esistono numerose copie in marmo, le migliori delle quali sono conservate al Louvre di Parigi, a Monaco di Baviera e a Roma ai Musei Capitolini.
A lui è pure attribuita la statua a Delo del re seleucide Antioco IV Epifane.